# Sonderausschuss für das Genehmigungsverfahren der EU für Pestizide
Der Sonderausschuss für das Genehmigungsverfahren der EU für Pestizide, englisch Special Committee on the Union's authorisation procedure for pesticides, französisch Commission spéciale sur la procédure d'autorisation des pesticides par l'Union, abgekürzt PEST, war ein Sonderausschuss des Europäischen Parlaments. Der Sonderausschuss, der von März 2018 bis Januar 2019 tagte, hatte nach einem Parlamentsbeschluss vom 6. Februar 2018 die Aufgabe, das Genehmigungsverfahren der EU für Pestizide umfassend zu untersuchen. Der Ausschuss veröffentlichte seinen Abschlussbericht am 6. Dezember 2018, der am 16. Januar 2019 mehrheitlich vom Parlament angenommen wurde.
Vorsitzender des Ausschusses war der französische Abgeordnete Éric Andrieu (S&D), Berichterstatter des Sonderausschusses waren der deutsche Abgeordnete Norbert Lins (EVP) sowie der belgische Abgeordnete Bart Staes (Grüne-EFA).

## Hintergrund
Neun Jahre nach der Verabschiedung der Pflanzenschutzmittelverordnung (Verordnung (EG) Nr. 1107/2009) und nach der Kontroverse über die von Europäischen Kommission verlängerte Zulassung von Glyphosat, beschloss das Europäische Parlament am 6. Februar 2018 einen Sonderausschuss für das Genehmigungsverfahren der EU für Pestizide einzusetzen. Ziel der 2009 verabschiedeten Verordnung ist es, einen hohen Schutzstandard für Menschen und Umwelt zu gewährleisten, als auch die landwirtschaftliche Produktion zu verbessern und das Funktionieren des Binnenmarktes zu gewährleisten.

## Abschlussbericht
Am 6. Dezember 2018 beschloss der Sonderausschuss seinen Ausschussbericht mit 23 von 29 Stimmen, nachdem der Ausschuss zuvor über mehr als 1000 Änderungsanträge abgestimmt hatte. Der Ausschuss galt als politisch hart umkämpft, er hätte sich in zwei Lager geteilt: Abgeordnete, die Pestizide für unerlässlich für die Wettbewerbsfähigkeit der Europäischen Industrie hielten, sowie Abgeordnete, die den Gebrauch von Pestiziden zum Wohle von Menschen und Natur einschränken wollten.
Im beschlossenen Bericht wird darauf hingewiesen, dass die 2009 beschlossene Pflanzenschutzmittelverordnung und ihre Durchführung verbessert werden müssen, damit ihr Zweck erfüllt sei. Der Ausschussbericht listete verschiedene Empfehlungen auf, um dies zu gewährleisten:
- Verbesserung der Transparenz und Verhinderung von Interessenkonflikten;
- Zuweisung ausreichender Mittel und angemessener Fachkenntnis für die beteiligten öffentlichen Stellen;
- keine weitere Genehmigung der Verwendung von Pflanzenschutzmitteln im öffentlichen Raum;
- Einführung eines Systems für die Überwachung nach dem Inverkehrbringen, um die tatsächlichen Auswirkungen – auch langfristig – systematisch zu beobachten;
- Finanzierung öffentlicher Forschungsarbeiten im Bereich der Auswirkungen von Pestiziden und Alternativen zu derlei Mitteln;
- Verbesserung der Funktionsweise der Zoneneinteilung.

Außerdem forderte der Ausschuss die Kommission auf, einen Legislativvorschlag zur Änderung der Verordnung vorzulegen, um ein beschleunigtes Genehmigungsverfahren von Pestiziden biologischen Ursprungs mit geringem Risiko zu ermöglichen und Mitgliedstaaten zu bestimmen, die die Risikobewertung für neue Anwendungen vornehmen (was derzeit bei Verlängerungen der Fall ist).
Das Europäische Parlament verabschiedete den Bericht des Sonderausschusses am 16. Januar 2019 mit 526 Stimmen bei 66 Gegenstimmen und 72 Enthaltungen.

## Mitglieder des Sonderausschusses
|  | Name                     | Fraktion  | Staat                  | Funktion im Ausschuss                                                |
|  | ------------------------ | --------- | ---------------------- | -------------------------------------------------------------------- |
|  | Éric Andrieu             | S&D       | Frankreich             | Vorsitzender                                                         |
|  | Bolesław Piecha          | EKR       | Polen                  | stellvertretender Vorsitzender                                       |
|  | Frédérique Ries          | ALDE      | Belgien                | stellvertretende Vorsitzende und Schattenberichterstatterin für ALDE |
|  | Kateřina Konečná         | GUE/NGL   | Tschechien             | stellvertretende Vorsitzende                                         |
|  | Angélique Delahaye       | EVP       | Frankreich             | Koordinatorin für EVP                                                |
|  | Pavel Poc                | S&D       | Tschechien             | Koordinator für S&D                                                  |
|  | Anthea McIntyre          | EKR       | Vereinigtes Königreich | Koordinatorin und Schattenberichterstatterin für EKR                 |
|  | Ulrike Müller            | ALDE      | Deutschland            | Koordinatorin für ALDE                                               |
|  | Anja Hazekamp            | GUE/NGL   | Niederlande            | Koordinatorin und Schattenberichterstatterin für GUE/NGL             |
|  | Michèle Rivasi           | Grüne/EFA | Frankreich             | Koordinatorin für Grüne/EFA                                          |
|  | Mireille d’Ornano        | EFDD      | Frankreich             | Koordinatorin für EFDD                                               |
|  | Philippe Loiseau         | ENF       | Frankreich             | Koordinatorin für ENF                                                |
|  | Norbert Lins             | EVP       | Deutschland            | Berichterstatter                                                     |
|  | Bart Staes               | Grüne/EFA | Belgien                | Berichterstatter                                                     |
|  | Simona Bonafè            | S&D       | Italien                | Schattenberichterstatterin für S&D                                   |
|  | Piernicola Pedicini      | EFDD      | Italien                | Schattenberichterstatter für EFDD                                    |
|  | Georg Mayer              | ENF       | Österreich             | Schattenberichterstatter für ENF                                     |
|  | Clara Aguilera García    | S&D       | Spanien                |                                                                      |
|  | Laima Liucija Andrikienė | EVP       | Litauen                |                                                                      |
|  | Pilar Ayuso              | EVP       | Spanien                |                                                                      |
|  | Herbert Dorfmann         | EVP       | Italien                |                                                                      |
|  | Gerben-Jan Gerbrandy     | ALDE      | Niederlande            |                                                                      |
|  | Arne Gericke             | EKR       | Deutschland            |                                                                      |
|  | Andrzej Grzyb            | EVP       | Polen                  |                                                                      |
|  | Karin Kadenbach          | S&D       | Österreich             |                                                                      |
|  | Nuno Melo                | EVP       | Portugal               |                                                                      |
|  | Miroslav Mikolášik       | EVP       | Slowenien              |                                                                      |
|  | Maria Noichl             | S&D       | Deutschland            |                                                                      |
|  | Alojz Peterle            | EVP       | Slowakei               |                                                                      |
|  | Daciana Sârbu            | S&D       | Rumänien               |                                                                      |
|  | Marc Tarabella           | S&D       | Belgien                |                                                                      |